# Chthoneis selecta
Chthoneis selecta es un coleóptero de la familia Chrysomelidae.
Fue descrita científicamente en 1956 por Bechyne.